# Furina ornata

Furina ornata är en ormart som beskrevs av den brittiske zoologen John Edward Gray 1842. Furina ornata ingår i släktet Furina, och familjen giftsnokar och underfamiljen havsormar. Inga underarter finns listade.

## Utbredning
Furina ornata förekommer endemiskt i Australien, i delstaten Queensland. 